# Стэпп, Жаклин
Жакли́н Стэпп (англ. Jaclyn Stapp), в девичестве — Нешейуо́т (англ. Nesheiwat; 29 июля 1980, Кармел, Нью-Йорк, США) — американская фотомодель и филантроп.

## Биография
Жаклин Стэпп, в девичестве Нешейуот, родилась 29 июля 1980 года в Кармеле (штат Нью-Йорк, США), став одной из пяти детей в семье иорданского происхождения, а выросла в Уматилле, штат Флорида. После окончания Уматилльской Средней Школы в 1998 году, она поступила в Стетсонский университет, который окончила в 2002 году, получив степень бакалавра искусств по маркетингу и коммуникациям.

## Карьера
Является «Королевой красоты», филантропом и фэшн-модель, работающей во Флориде и Нью-Йорке. В 2004 году она стала «Мисс Нью-Йорк», а в 2008 году — «Миссис Флорида».

## Личная жизнь
С 10 февраля 2006 года Жаклин замужем за музыкантом Скоттом Стэппом, с которым она встречалась 13 месяцев до их свадьбы. У супругов есть трое детей: дочь Милан Хэйет Стэпп (род. 04.01.2007) и два сына — Дэниел Иссам Стэпп (род. 04.07.2010) и Энтони Исса Стэпп (род. 16.11.2017). Также в их семье воспитывается сын Скотта от предыдущего брака, Джаггер Майкл Стэпп (род. 21.10.1998), над которым он получил полную опеку после развода с матерью ребёнка Хиллари Бёрнс. В ноябре 2014 года Жаклин подала на развод, но в мае следующего года стало известно об их примирении.